# О (буква армянского алфавита)
Օ, օ (арм. օ, о) — тридцать седьмая буква классического армянского алфавита и тридцать восьмая буква реформированного алфавита. Впервые встречается в рукописи 1046 года в слове փափագանօք.

## Использование
И в восточноармянском, и в западноармянском языках обозначает звук [o]. Числового значения в армянской системе счисления не имеет.
Использовалась в курдском алфавите на основе армянского письма (1921—1928) для обозначения звука [o].
В системах романизации армянского письма передаётся как ò (ISO 9985), ō (ALA-LC), o (BGN/PCGN). И в восточноармянском, и в западноармянском шрифте Брайля букве соответствует символ ⠕ (U+2815).

## Кодировка
И заглавная, и строчная формы буквы о включены в стандарт Юникод начиная с версии 1.0.0 в блоке «Армянское письмо» (англ. Armenian) под шестнадцатеричными кодами U+0555 и U+0585 соответственно.

## Галерея

Нотргир